# Eger Heroes
Gli Eger Heroes sono una squadra di football americano di Eger, in Ungheria; fondati nel 2005, hanno vinto 1 Pannon Bowl e 1 Duna Bowl.

## Dettaglio stagioni

### Amichevoli
| Stagione | Vin | Par | Per | Tot | PF  | PS  | avversaria                                                              |
| -------- | --- | --- | --- | --- | --- | --- | ----------------------------------------------------------------------- |
| 2006     | 2   | 0   | 4   | 6   | 132 | 157 | Szolnok Soldiers, Budapest Cowboys, Miskolc Steelers, North Pest Vipers |
| Totale   | 2   | 0   | 4   | 6   | 132 | 157 |                                                                         |

### Tornei nazionali

#### Campionato

##### MAFL/Divízió I (primo livello)/HFL
| Stagione | regular season | regular season | regular season | regular season | regular season | regular season | playoff | playoff | playoff | playoff | playoff | playoff    | playoff           |
|          | Vin            | Par            | Per            | Tot            | PF             | PS             | Vin     | Per     | Tot     | PF      | PS      | risultato  | avversaria        |
| -------- | -------------- | -------------- | -------------- | -------------- | -------------- | -------------- | ------- | ------- | ------- | ------- | ------- | ---------- | ----------------- |
| 2006     | 0              | 0              | 4              | 4              | 18             | 259            | -       | -       | -       | -       | -       | -          | -                 |
| 2010     | 2              | 0              | 4              | 6              | 91             | 165            | -       | -       | -       | -       | -       | -          | -                 |
| 2011     | 0              | 0              | 6              | 6              | 60             | 169            | -       | -       | -       | -       | -       | -          | -                 |
| 2016     | 3              | 0              | 2              | 5              | 110            | 120            | 0       | 1       | 1       | 32      | 39      | Semifinale | Miskolc Steelers  |
| 2017     | 3              | 0              | 2              | 5              | 120            | 122            | 0       | 1       | 1       | 6       | 49      | Semifinale | Budapest Cowbells |
| Totale   | 8              | 0              | 18             | 26             | 399            | 835            | 0       | 2       | 2       | 38      | 88      |            |                   |

Fonti: Enciclopedia del Football - A cura di Massimo Mezzetti

##### Divízió II (secondo livello)/Divízió I (secondo livello)
| Stagione | regular season | regular season | regular season | regular season | regular season | regular season | playoff | playoff | playoff | playoff | playoff | playoff     | playoff              |
|          | Vin            | Par            | Per            | Tot            | PF             | PS             | Vin     | Per     | Tot     | PF      | PS      | risultato   | avversaria           |
| -------- | -------------- | -------------- | -------------- | -------------- | -------------- | -------------- | ------- | ------- | ------- | ------- | ------- | ----------- | -------------------- |
| 2007     | 1              | 0              | 3              | 4              | 37             | 64             | -       | -       | -       | -       | -       | Sesto posto | -                    |
| 2008     | 2              | 0              | 3              | 5              | 85             | 101            | -       | -       | -       | -       | -       | -           | -                    |
| 2009     | 1              | 0              | 3              | 4              | 45             | 60             | -       | -       | -       | -       | -       | -           | -                    |
| 2012     | 1              | 0              | 4              | 5              | 70             | 104            | 0       | 1       | 1       | 12      | 42      | Semifinale  | Dunaújváros Gorillaz |
| 2013     | 3              | 0              | 3              | 6              | 166            | 102            | 0       | 1       | 1       | 17      | 35      | Wild Card   | Tata Mustangs        |
| 2014     | 0              | 0              | 4              | 4              | 45             | 134            | -       | -       | -       | -       | -       | -           | -                    |
| 2015     | 3              | 0              | 2              | 5              | 121            | 64             | 2       | 0       | 2       | 46      | 33      | Campioni    | Dunaújváros Gorillaz |
| 2019     | 6              | 0              | 0              | 6              | 190            | 92             | 1       | 1       | 2       | 21      | 39      | Pannon Bowl | Szombathely Crushers |
| 2020     | 3              | 0              | 1              | 4              | 110            | 72             | -       | -       | -       | -       | -       | -           | -                    |
| 2021     | 0              | 0              | 5              | 5              | 84             | 197            | -       | -       | -       | -       | -       | -           | -                    |
| Totale   | 20             | 0              | 28             | 48             | 953            | 990            | 3       | 3       | 6       | 98      | 149     |             |                      |

Fonti: Enciclopedia del Football - A cura di Massimo Mezzetti

##### Divízió II (terzo livello)
| Stagione | regular season | regular season | regular season | regular season | regular season | regular season | playoff | playoff | playoff | playoff | playoff | playoff   | playoff         |
|          | Vin            | Par            | Per            | Tot            | PF             | PS             | Vin     | Per     | Tot     | PF      | PS      | risultato | avversaria      |
| -------- | -------------- | -------------- | -------------- | -------------- | -------------- | -------------- | ------- | ------- | ------- | ------- | ------- | --------- | --------------- |
| 2016     | 1              | 0              | 3              | 4              | 66             | 99             | 0       | 1       | 1       | 0       | 35      | Wild Card | Dabas Sparks    |
| 2018     | 5              | 0              | 1              | 6              | 211            | 79             | 2       | 0       | 2       | 67      | 7       | Campioni  | Dabas Sparks    |
| 2022     | 2              | 0              | 2              | 4              | 107            | 66             | -       | -       | -       | -       | -       | -         | -               |
| 2024     | 3              | 0              | 2              | 6              | 120            | 71             | 1       | 1       | 2       | 14      | 44      | Duna Bowl | DEAC Gladiators |
| Totale   | 11             | 0              | 8              | 19             | 507            | 315            | 3       | 2       | 5       | 81      | 86      |           |                 |

Fonti: Enciclopedia del Football - A cura di Massimo Mezzetti

#### Coppa
| Stagione | regular season | regular season | regular season | regular season | regular season | regular season | playoff | playoff | playoff | playoff | playoff | playoff    | playoff          |
|          | Vin            | Par            | Per            | Tot            | PF             | PS             | Vin     | Per     | Tot     | PF      | PS      | risultato  | avversaria       |
| -------- | -------------- | -------------- | -------------- | -------------- | -------------- | -------------- | ------- | ------- | ------- | ------- | ------- | ---------- | ---------------- |
| 2012     | 2              | 0              | 0              | 2              | 26             | 8              | 0       | 1       | 1       | 12      | 45      | Semifinale | Budapest Cowboys |
| Totale   | 2              | 0              | 0              | 2              | 26             | 8              | 0       | 1       | 1       | 12      | 45      |            |                  |

Fonti: Enciclopedia del Football - A cura di Massimo Mezzetti

### Riepilogo fasi finali disputate
| Anno             | Luogo    | Evento     | Fase del torneo  | Incontro                           | Risultato |
| 1º luglio 2012   |          | Divízió I  | Semifinale       | Dunaújváros Gorillaz - Eger Heroes | 42 - 12   |
| 18 novembre 2012 | Eger     | Blue Bowl  | Semifinale       | Eger Heroes - Budapest Cowboys     | 12 - 45   |
| 22 giugno 2013   |          | Divízió I  | Wild Card        | Tata Mustangs - Eger Heroes        | 35 - 17   |
| 11 luglio 2015   |          | Divízió I  | Pannon Bowl      | Dunaújváros Gorillaz - Eger Heroes | 16 - 19   |
| 4 giugno 2016    |          | HFL        | Semifinale       | Miskolc Steelers - Eger Heroes     | 39 - 32   |
| 18 giugno 2016   |          | Divízió II | Quarti di finale | Dabas Sparks - Eger Heroes 2       | 35 - 0    |
| 25 giugno 2017   |          | HFL        | Semifinale       | Eger Heroes - Budapest Cowbells    | 6 - 49    |
| 15 luglio 2018   | Eger     | Divízió II | Duna Bowl        | Eger Heroes - Dabas Sparks         | 42 - 20   |
| 13 luglio 2019   |          | Divízió I  | Pannon Bowl      | Szombathely Crushers - Eger Heroes | 32 - 0    |
| 27 luglio 2024   | Debrecen | Divízió II | Duna Bowl        | DEAC Gladiators - Eger Heroes      | 38 - 7    |

## Palmarès
- 1 Pannon Bowl (2015)
- 1 Duna Bowl (2018)